# Каонаши
Каонаши (на японски: カオナシ / Kaonashi; буквално Без лице / Безлики) е герой от аниме „Отнесена от духовете“ на Хаяо Миядзаки.
Бог, божество, призрак както и дух. Място на раждане, възраст, роднини неизвестни. Той е облечен в черна полупрозрачна роба и маска. Под маската е голяма уста. Безлики може да стане невидим, с помощта на ръцете може да създаде злато. Не може да говори. Каонаши пътува, търсейки своето място в света. С Чихиро той открива дом и уют.